# アレックス・ザクシェフスキ
アレクサンダー・ザクシェフスキ（Alexander "Alex" Zakrzewski）は、アメリカ合衆国のテレビ監督、撮影監督である。

## キャリア
『THE WIRE/ザ・ワイヤー』、『NUMBERS 天才数学者の事件ファイル』、『コールドケース 迷宮事件簿』、『LAW & ORDER:性犯罪特捜班』、『LAW & ORDER:犯罪心理捜査班』、『OZ/オズ』、『ホミサイド/殺人捜査課』といったテレビシリーズに参加している。
2004年に『THE WIRE/ザ・ワイヤー』の第3シーズン第9話「スラップスティック」の監督を務めた。2006年には再び同番組に戻り、第4シーズン第9話「この街で」を監督した。

## 主なフィルモグラフィ
| 年        | 日本語題 原題                                              | クレジット | 備考 |
| --------- | ---------------------------------------------------------- | ---------- | --- |
| 1995-1999 | ホミサイド/殺人捜査課 Homicide: Life on the Street         | 撮影       | 計56話担当 |
| 2001-2002 | CIA:ザ・エージェンシー The Agency                          | 監督       | 第1シーズン第1話「暗殺計画」 第1シーズン第2話「長官の勇断」 第1シーズン第3話「人質救出指令」 第2シーズン第2話「撃墜指令」 |
| 1997-2003 | OZ/オズ Oz                                                 | 撮影       | 計21話担当 |
| 1997-2003 | OZ/オズ Oz                                                 | 監督       | 第4シーズン第9話「Medium Rare」 第5シーズン第1話「Visitation」 第5シーズン第8話「Impotence」 第6シーズン第8話「Exeunt Omnes」 |
| 2001-2013 | LAW & ORDER:性犯罪特捜班 Law & Order: Special Victims Unit | 監督       | 第2シーズン第21話「幻の天罰」 第3シーズン第12話「小さな少年の勇気」 第3シーズン第15話「死刑執行のカウントダウン」 第4シーズン第5話「秩序のない世界」 第4シーズン第15話「パンドラの箱」 第4シーズン第19話「バーチャル・ポルノの罠」 第4シーズン第22話「最後の切り札」 第5シーズン第8話「秘められた偏見」 第5シーズン第21話「更生への道」 第14シーズン第21話「Traumatic Wound」 |
| 2003-2005 | LAW & ORDER:犯罪心理捜査班 Law & Order: Criminal Intent    | 監督       | 第2シーズン第10話「自己変革という洗脳」 第3シーズン第3話「天の恵み」 第3シーズン第5話「記者のプライド」 第3シーズン第19話「生まれ持った宿命」 第4シーズン第5話「家族の宗教対立」 第4シーズン第22話「名誉と欲望の果て」 第5シーズン第4話「汚れた青い血」 |
| 2004-2006 | THE WIRE/ザ・ワイヤー The Wire                             | 監督       | 第3シーズン第9話「スラップスティック」 第4シーズン第9話「この街で」 |
| 2004-2010 | コールドケース 迷宮事件簿 Cold Case                        | 監督       | 計17話担当 |
| 2004-2013 | CSI:ニューヨーク CSI: NY                                   | 監督       | 計11話担当 |
| 2005      | 女検察官アナベス・チェイス Close to Home                   | 監督       | 第1シーズン第7話「二重生活」 |
| 2005-2009 | NUMBERS 天才数学者の事件ファイル Numb3rs                   | 監督       | 計11話担当 |
| 2006-2007 | ザ・ユニット 米軍極秘部隊 The Unit                         | 監督       | 第2シーズン第7話「共犯者」 第2シーズン第19話「聖なる土地」 |
| 2010      | グッド・ワイフ The Good Wife                               | 監督       | 第1シーズン第13話「悪夢の弁護」 |
| 2010      | メンフィス・ビート 〜南部警察 人情派〜 Memphis Beat        | 監督       | 第1シーズン第5話「One Night of Sin」 |
| 2010      | Hawaii Five-0                                              | 監督       | 第1シーズン第4話「脱獄犯」 |
| 2011      | PERSON of INTEREST 犯罪予知ユニット Person of Interest     | 監督       | 第1シーズン第9話「カーター刑事」 |
| 2011      | Treme                                                      | 監督       | 第2シーズン第4話「Santa Claus, Do You Ever Get the Blues?」 |
| 2012      | VEGAS/ベガス Vegas                                         | 監督       | 第1シーズン第6話「対立候補」 |
| 2012-2013 | ボディ・オブ・プルーフ 死体の証言 Body of Proof            | 監督       | 第2シーズン第18話「フィラデルフィア・アウトブレイク 前編」 第3シーズン第5話「憎しみの連鎖」 |
| 2013      | ブリッジ 〜国境に潜む闇 The Bridge                         | 監督       | 第1シーズン第6話「目撃者」 第1シーズン第10話「父親の罪」 |
| 2013      | ワンス・アポン・ア・タイム Once Upon a Time                | 監督       | 第3シーズン第3話「Quite a Common Fairy」 |
| 2015      | THE BLACKLIST/ブラックリスト The Blacklist                 | 監督       | 第3シーズン第5話「アリオク・ケイン」 |
| 2015-2021 | BOSCH/ボッシュ Bosch                                       | 監督       | 第1シーズン第7話「失われた子供たち」 第1シーズン第9話「魔法の城」 第2シーズン第1話「トランク・ミュージック」 第2シーズン第2話「秘密が多すぎる」 第2シーズン第8話「金の在処」 第3シーズン第3話「神が見ている」 第3シーズン第5話「悲しき血痕」 第4シーズン第3話「疑心暗鬼」 第5シーズン第1話「真実は二種類」 第5シーズン第2話「ゾンビ集団」 第6シーズン第2話「敵か味方か」 第7シーズン第1話「非情な炎」 第7シーズン第3話「砂の砦」 第7シーズン第5話「光まだ遠く」 第7シーズン第7話「打開策」 |
| 2016,2018 | 高い城の男 The Man in the High Castle                      | 監督       | 第2シーズン第8話「不用意な噂」 第3シーズン第2話「厳命」 |
| 2019      | CITY ON A HILL/罪におぼれた街 City on a Hill               | 監督       | 第1シーズン第5話 |
| 2022      | ボッシュ: 受け継がれるもの Bosch: Legacy                   | 監督       | 第1シーズン第3話 第2シーズン第6話 |